# 2021년 탈레반 공세
2021년 탈레반 공세(2021 Taliban offensive)는 미군과 미국의 연합군들이 아프가니스탄에서 철수함에 따라 2021년 5월 21일 탈레반 및 탈레반의 동맹 군벌들이 아프가니스탄 중앙정부 및 정부측 군벌들을 타격한 군사공세다.
탈레반은 5월부터 3개월간 향촌지역에서 상당한 승리를 거두어 탈레반이 통제하는 구(district)의 수가 72개에서 223개로 늘었고, 각 지방의 중심도시들을 서서히 고립시켜갔다. 8월 6일부터 탈레반은 도시에 대한 공세를 개시해 34개 주도 중 33개를 함락시켰고, 8월 10일 시점에서는 전 국토의 65%를 탈레반이 통제하게 되었다.
탈레반은 파죽지세로 영토를 넓힘으로써 국내외에 거대한 파급효과를 미치는 위맹을 떨쳤다. 8월 10일, 미국 정보관헌들은 아프가니스탄의 수도 카불이 30일에서 90일 이내로 탈레반에게 넘어갈 수 있다고 추정했다. 8월 15일 탈레반이 카불을 사방에서 포위하고 정부측에게 정권을 자신들에게 이양하라고 요구했다. 같은 날 오후, 대통령 아슈라프 가니가 우즈베키스탄으로 망명하고 탈레반이 대통령궁을 점령하자마자 입성함으로써 카불은 공세가 개시된 지 반나절만에 함락되고 아프가니스탄 이슬람 공화국은 멸망했다.

## 배경
2020년 9월, 미국과 탈레반 간 평화 협정인 도하 협정의 일환으로 아프가니스탄 정부는 살인죄와 같은 주요 죄목으로 수감되었던 탈레반 측 수용자 400여명을 석방하였다. 아프가니스탄 국가안전보장회의에 따르면 석방된 수감자 중 "전문 인력" 상당수가 전장으로 돌아와 탈레반 세력을 강화했다고 주장했다.
2021년 초까지 펜타곤과 아프가니스탄 정부 양 측은 미군의 지속적인 지원이 이어질 것이라고 예상하였다. 하지만 아프가니스탄 정부가 미군 인력과 지원에 의존하는 가운데 조 바이든 미국 대통령은 도널드 트럼프 대통령이 주창했던, 미국을 수렁에 빠뜨리는 대외전쟁 철수 정책을 이어받아 미군을 철수하기로 결정하였다.

## 전개

### 5-6월: 탈레반의 초기 공세
2021년 5월, 탈레반이 바르다크주의 니르흐구와 잘레즈구를 비롯한 아프간 정부가 장악하던 15개 구를 점령했다. 점령된 지역 중에서는 아프가니스탄에서 두번째로 큰 댐인 칸다하르주의 달라댐도 있었다. 5월 한달간 탈레반과의 분쟁으로 국가안보군(ANSF) 405명과 민간인 260명이 사망했으며, 아프가니스탄 국방부는 탈레반 병사 2,146명이 사망했다고 발표했다.
5월 말까지 포르투갈, 슬로베니아, 스페인, 스웨덴 병력이 아프가니스탄에서 완전히 철수했다.
6월에는 탈레반이 69개 구를 점령하고 쿤두즈와 풀리쿰리 시내에 진입하였다. 마자르이샤리프 시는 탈레반에게 포위되었다. 탈레반이 점령한 지역에는 아프가니스탄-타지키스탄 국경의 여러 지역과 아프가니스탄의 수도인 카불로 가는 관문으로 부르는 바르다크주 사이다바드구가 있다. 장비 면에서도 탈레반이 아프간 보안군을 상대로 트럭 700대와 험비, 장갑차 수십대, 보잉 인시투 스캔이글 무인기, 대포 여러대를 노획하였다.
같은 달 아프가니스탄 공군 소속 밀 Mi-17 헬리콥터가 탈레반에게 격추되어 조종사 포함 3명이 사망했으며, 아프가니스탄 육군 기지 내에 있던 UH-60 블랙 호크 1기가 탈레반에게 포격받아 지상에서 파괴되었다. 6월 16일에는 다라트아바드구에서 항복한 아프가니스탄 코만도 대원 22명을 처형하였다. 사망자 중에는 퇴역 장군 자히르 아지미의 아들인 소령 소라브 아지미도 있었다. 그는 사후 준장으로 추서되었다. 목격자들은 탈레반들 병사 사이에서 사용하던 언어가 외국어로 자기 지역 사람이 아닌 것 같다고 증언하였다. 6월 한 달 동안 탈레반과의 분쟁으로 아프간 보안군 병사 703명, 민간인 208명이 사망했으며 아프간 국방부에서는 탈레반 병사 1,535명이 사망했다고 발표했다. 6월 19일에는 아프가니스탄의 대통령 아슈라프 가니가 아프가니스탄 국가군의 참모총장, 국방장관, 내무장관을 전격 경질하였다. 6월 말까지 영국, 터키, 미국을 제외한 모든 확고한 지원 임무 파견국이 아프가니스탄에서 철수하였다.

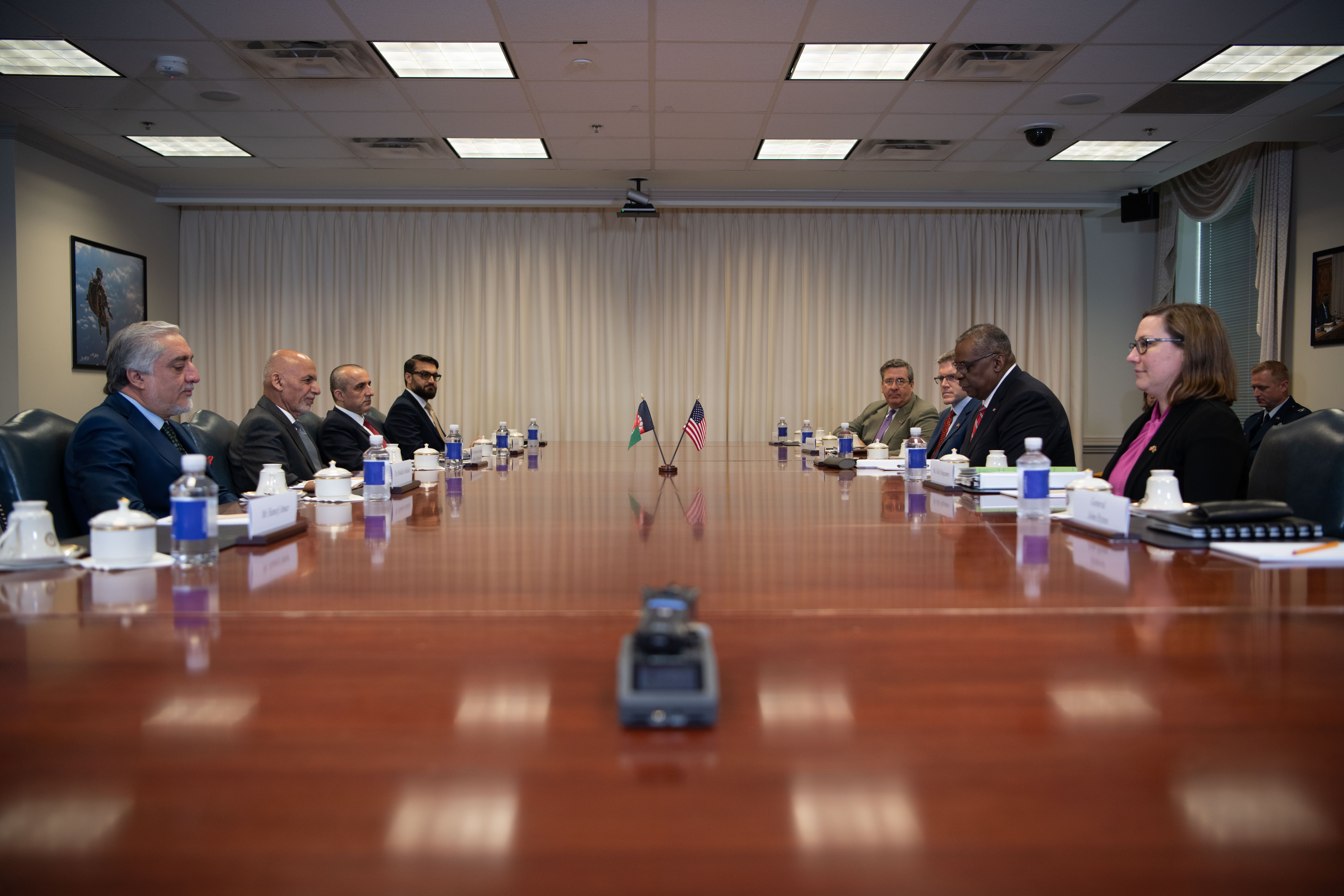
2021년 6월 25일, 아프가니스탄의 대통령 아슈라프 가니와 미국의 국방장관 로이드 오스틴이 회동을 가진 모습.

6월 22일에는 탈레반이 아프가니스탄과 타지키스탄 사이 가장 큰 국경초소인 셰르칸반다르를 점령했다. 24시간 동안 탈레반은 13개 구를 장악했다. 같은 날 바글란주에서도 주도인 풀리쿰리 외곽에서 아프간 보안군의 군사작전으로 격렬한 전투가 일어나 탈레반 사단장인 카리 칼리드를 포함한 탈레반 병사 17명이 사망했다. 동시에 탈레반은 발흐를 점령하고 발흐주의 주도인 마자르이샤리프를 완전히 포위하였다. 6월 23일에는 탈레반과 아프간 보안군이 풀리쿰리 시가지에서 전투를 벌이기 시작했다.
6월 25일 탈레반은 카불 북쪽 파르완주의 신와리구와 고르반드구를 점령했다. 같은 날 NBC 뉴스에서 탈레반이 "스스로의 진격 속도에도 놀랐으며 미국을 자극하지 않기 위해 일부 목표지점의 점령을 피했다"라고 보도했으며, 아프간 정부는 탈레반과 싸우기 위해 민병대를 무장시키는 것을 목표로 국가 동원 프로그램을 시작하였다. 한편 탈레반의 2인자이자 부에미르인 시라주딘 하카니는 공세로 점령한 영토의 통치에 관련된 일련의 지시를 자국의 대외언론인 지하드의 소리를 통해 발표하였다. "FDD's Long War Journal"의 저널 연구원인 토마스 조셀린은 하카니가 발표한 성명서가 "마치 한 국가의 수장이 발표하는 성명처럼 보인다"라고 분석했다.
6월 27일에는 차키바르다크구와 사이다바드구가 탈레반에게 점령되었으며 최소 정부군 50명이 항복하였다. 같은 날 루스타크구, 쇼르테파구, 아르기스탄구가 탈레반에게 함락되었다. 톨로뉴스에서는 지난 두 달 간 108개 구가 탈레반에게 점령되었고 아프간군은 겨우 10개 구만 탈환했다고 보도했다. 6월 29일에는 탈레반이 가즈니를 향한 공세를 시작하여 도시 내에서 격렬한 유혈 충돌이 빚어졌다.

### 7월 - 8월 초

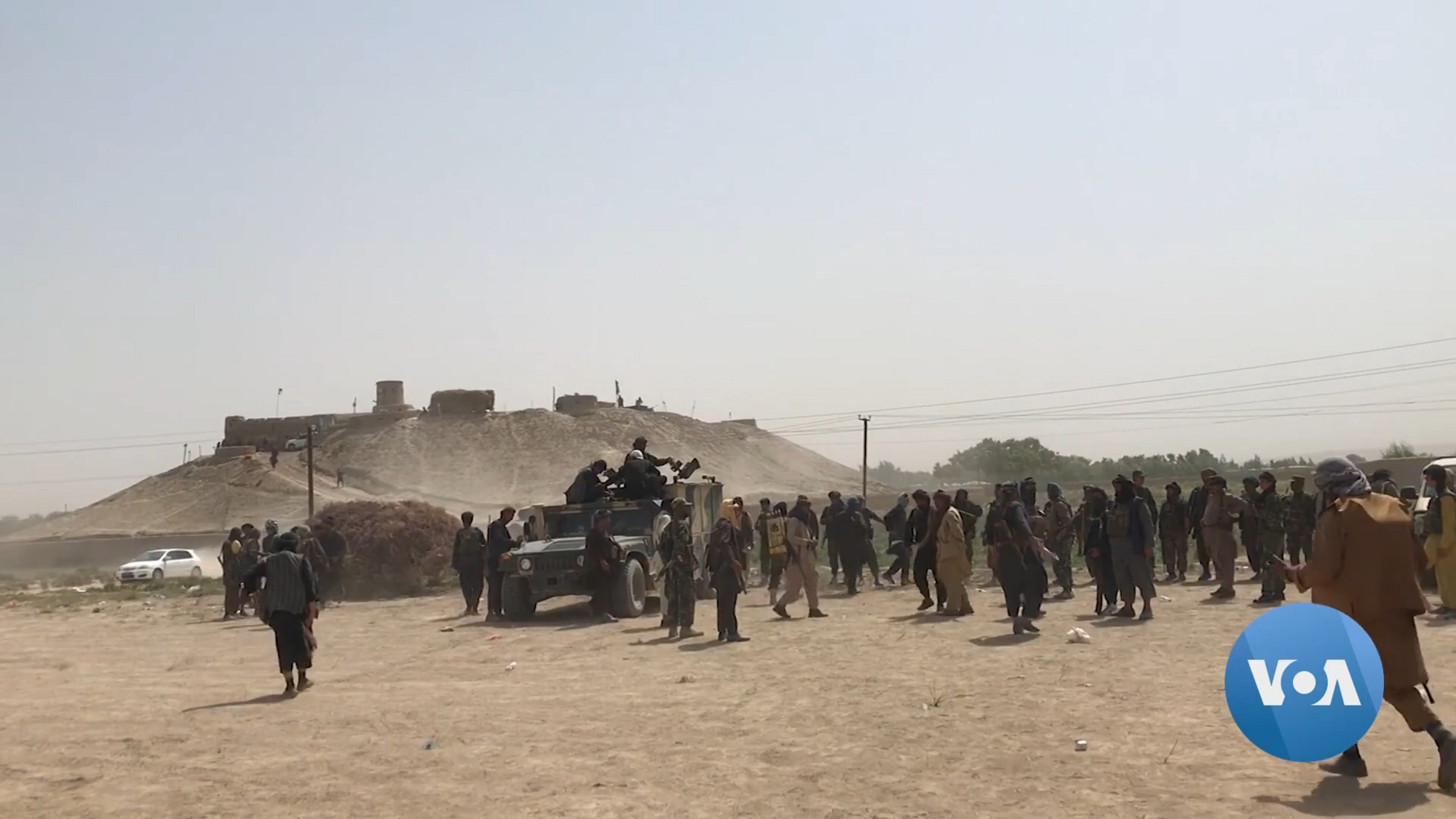
주즈잔주에 집결한 아프간 정부군의 모습.

7월 들어 탈레반은 64개 구를 점령하였으며, 아프가니스탄에서 각각 2번째와 3번째로 큰 도시인 칸다하르와 헤라트에 진입하였다. 7월 한 달 동안 아프간 보안군 335명과 민간인 189명이 사망했으며, 아프간 국방부는 탈레반 병사 3,159명이 사망했다고 발표했다. 한편 집단 안보 조약 기구(CSTO)는 아프간 병사 1,500명이 타지키스탄으로 탈영했다고 발표했다. 이란 언론에서도 아프간 군인과 민간인 300여명이 탈레반을 피해 아프가니스탄-이란 국경을 넘어 이란으로 월경했다고 발표했다.
7월 2일에는 독일과 이탈리아가 아프가니스탄에서 완전히 철수하였고, 미군은 바그람 공군 기지에서 철수하여 아프가니스탄 군에게 인계하였다.
7월 첫째 주말에는 수백 명의 무장한 여성들이 아프간 북부와 중부 도시 거리로 나와 탈레반의 공세에 반대하는 시위를 벌였는데, 이 시위는 구르주의 주도인 체그체란에서 열린 시위 중 가장 큰 규모의 시위였다. 압둘자히르 파이자다 주지사는 가디언지와의 인터뷰에서 최근 탈레반에서 탈출한 아프간 여성들이 스스로를 방어하기 위해 총기를 다루는 법을 배우고 있으며, 일부는 이미 탈레반과 교전중이라고 말했다. 탈레반의 대변인 자비울라 무자히드는 이 보도가 "선전적"이라고 비난하며 "여성들은 절대로 우리에게 총을 들이대지 않을 것"이라고 발표했다. 주말 동안 탈레반은 파키스탄과의 국경과 접해 있는 쿠나르주에서 아프간군 소속 국경초소 9곳을 점령하였다. 이 동안 아프간 정부군 39명이 탈레반에게 항복했으며 31명이 파키스탄으로 월경하였다.
7월 5일 타지키스탄의 대통령인 에모말리 라흐몬은 아프가니스탄 전쟁의 영향이 타지키스탄으로 번지는 것을 막기 위해 아프가니스탄-타지키스탄 국경 지역에 2만명의 병력을 배치한다고 발표하였다. 7월 9일에는 집단 안보 조약 기구에서 러시아군이 타지키스탄을 지원하기 위해 국경 지대에 7천명의 병력을 파병한다고 발표했다. 한편 7월 7일 아프간 정부군이 칼라에나우를 장악하러는 탈레반의 공세를 저지하였다. 7월 8일에는 탈레반이 전략적으로 중요한 헤라트주의 카라흐구를 점령하였다.

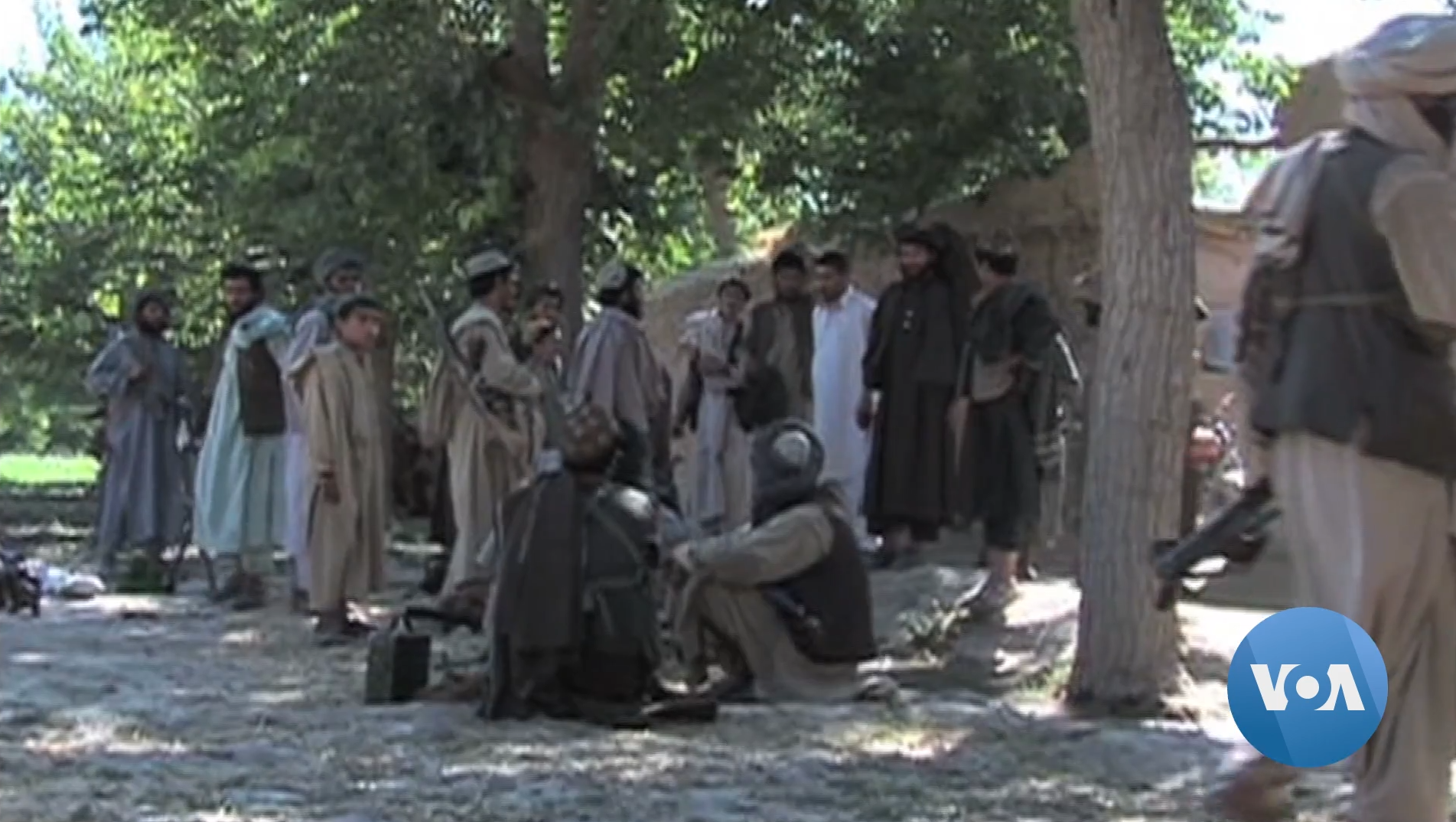
마을에서 쉬고 있는 탈레반 병사.

7월 8일에는 아프간 정부군이 한 아프가니스탄 주민을 급조폭발물(IED) 위에 앉히게 한 후 폭파시켜 처형시켰다는 보도가 나왔다. 아프간 경찰과 친정부 민병대는 바라카툴라라는 이름의 이 사망자가 탈레반을 지원했다는 혐의가 있다고 주장했다. 바라카툴라의 아버지는 아들이 탈레반 측에 있었다는 사실을 부인했다. 이번 사건은 팍티카주의 주도인 샤라나 남부에서 일어났으며 틱톡에 이 사건의 영상이 업로드되었다. 프랑스 24 옵저버팀은 영상을 검증하였고 영상이 찍힌 위치를 찾아내기도 했다. 한편 아프가니스탄 국방부의 대변인인 파와드 아만은 사건 발생 사실을 부인하였다. 아프가니스탄의 저널리스트인 나셉 자드란은 이 사건이 단순히 한 번 일어난 사건이 아니며 아프가니스탄 정부군의 무절제적인 처형이 보여진 사례라고 주장했다.
7월 10일 탈레반은 칸다하르주의 판자아이구를 점령하였다. 또한 아프가니스탄 중부의 가즈니를 탈레반이 포위하였다. 투르크메니스탄과 접해 있는 토르군디와 이란과 접해 있는 이슬람칼라도 탈레반에게 점령되었다. 이슬람칼라가 탈레반에게 장악될 때 일부 아프간 보안군과 세관원이 탈레반을 피해 이란 국경을 넘어 월경하였다. 7월 11일 오스트레일리아의 국방부 장관인 피터 더턴은 지난주 80명의 병사가 아프가니스탄에서 출국해 오스트레일리아의 모든 아프간 주둔군이 철수했다고 발표했다. 7월 12일에는 아프가니스탄에 확고한 지원 임무로 주둔한 미군과 북대서양 조약 기구(NATO)군의 사령관인 어거스틴 S. 밀러가 사령관직에서 사임하였다. 7월 12일 기준 탈레반은 총 148개 구를 점령하였다. 7월 14일에는 스핀볼다크에 있는 아프간군 국경 초소가 탈레반에게 장악당했다. 로이터 지의 인도인 저널리스트인 다니시 시디퀴는 이틀 뒤 교전을 취재하던 도중 사망하였다.
7월 12일 투르크메니스탄의 대통령 구르반굴리 베르디무하메도프는 아프가니스탄의 전쟁이 투르크메니스탄 내로 번지는 것을 막기 위해 아프가니스탄-투르크메니스탄 국경에 기갑 부대와 중화기로 무장한 병력을 배치하라고 명령하였다. 7월 16일에는 우즈베키스탄이 평화를 세우고 내전을 끝내기 위해 아프가니스탄의 대통령 아슈라프 가니를 포함한 여러 정상과 외교관이 참석한 고위급 회담을 열었다.

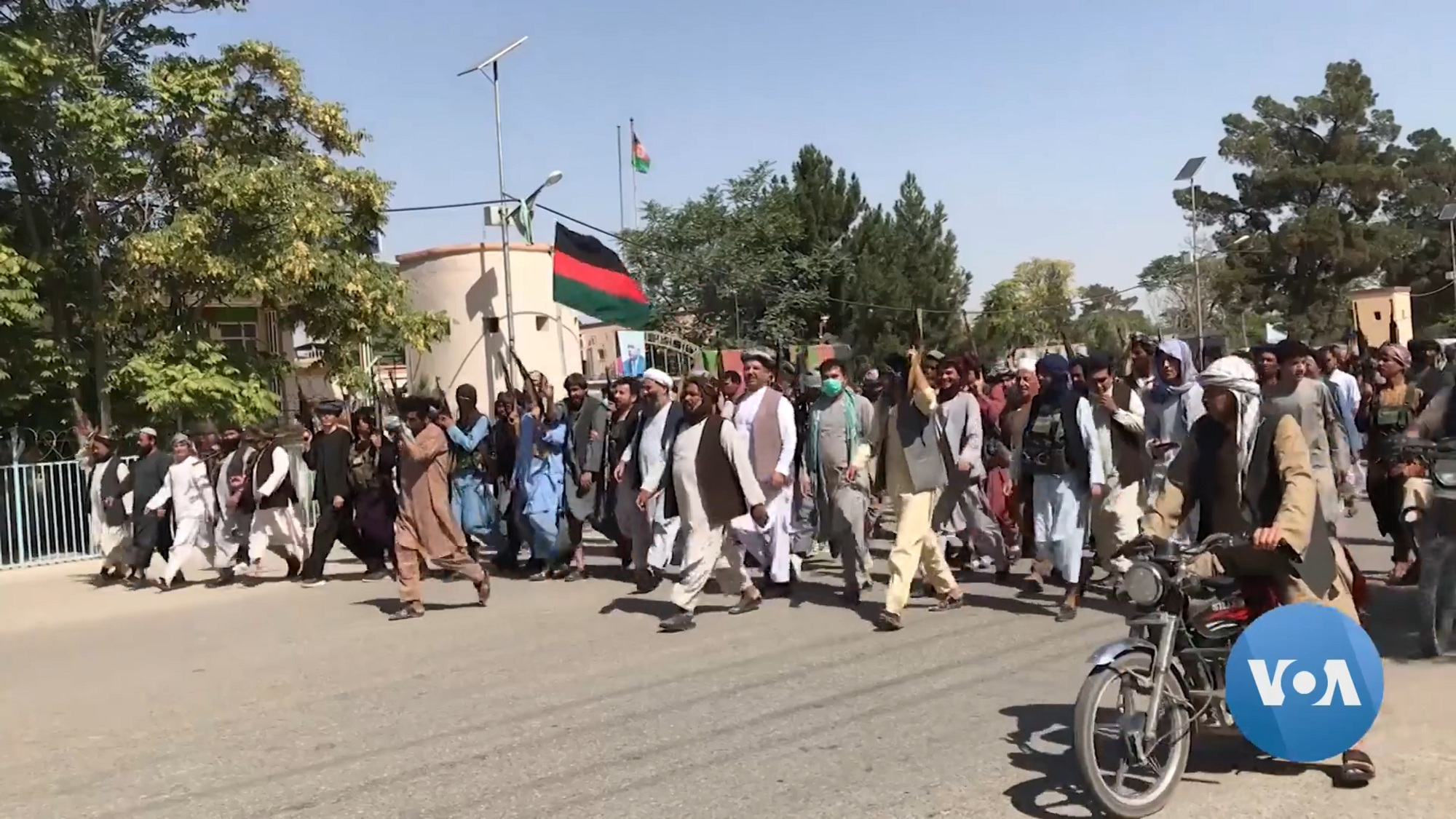
주르잔주에서 무장한 시민이 아프가니스탄 정부를 지지하는 시위를 열며 행진하는 모습.

7월 21일, 미국 합동참모본부의장인 마크 밀리가 아프가니스탄의 절반 이상이 탈레반이 점령하였으며 또한 나머지도 대부분이 탈레반 측에 "기울어 있다"라고 말했다. 7월 22일에는 미 국방부가 아프가니스탄 관료의 요청으로 총 4차례 공습작전을 수행했다고 발표했다. 아프간 보안군으로부터 탈레반이 탈취한 군사 장비 파괴를 위한 두 차례 공습으로 대포 1문과 군용 차량 1대가 파괴되었다. 한편 칸다하르의 전투는 계속되고 있으며 도시가 탈레반에게 완전히 포위되었다. 다만구를 제외한 시가지 주변 구들은 전부 탈레반이 장악하였고 칸다하르 공군 기지(지역 보안군 보급지점)만 정부군이 완전히 통제하고 있다. FFD의 장기전쟁 저널에 따르면 다만구가 반군에게 함락될 경우 정부군이 칸다하르 시를 온전하게 지키기는 매우 어려워질 것이라고 전망했다. 7월 22일에는 칸다하르의 스핀볼라크에서 총격 테러 사건이 일어나 민간인 100명이 사망했다. 하지만 현지 민병대가 탈레반이 점령했던 사이간구와 카마르드구를 탈환하고 친정부군이 바미얀주에서 승리를 거뒀으며, 헤라트주에서도 정부군이 카라흐구를 탈환하기도 하였다.
7월 24일 정부는 "무장 충돌을 막고 탈레반의 움직임과 진격을 막기 위해" 오후 10시부터 다음날 새벽 4시 사이까지 3개 주를 제외한 아프간 전 지역에 통금령을 발동하였다.

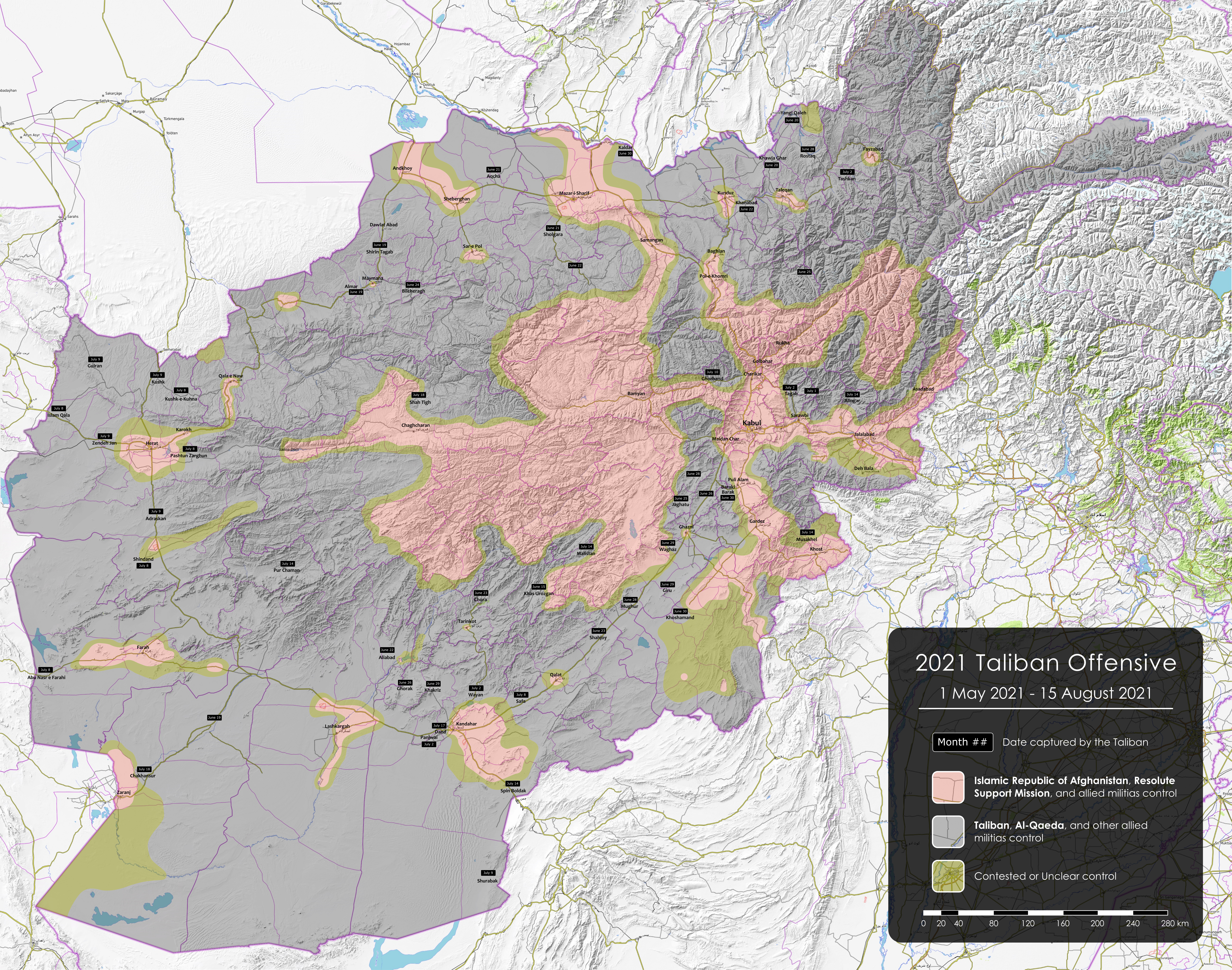
2021년 7월 25일 기준 아프가니스탄의 상황도.

7월 26일 발표한 유엔 대표 데보라 라이언스의 보고서에서는 정부와 탈레반 사이 충돌로 민간인 사망자가 급증하고 있다고 분석하였다. 라이언스는 전쟁으로 여자와 어린이가 사망하고 있다면서 양 측 모두 민간인을 보호해야 한다고 요구하였다. 한편 같은 날 아프간 정부군 병사 46명과 장교 5명이 군초소 방어에 실패해 후퇴하여 파키스탄으로 월경하였다.
7월 28일, 탈레반 대표단이 중화인민공화국의 톈진시에서 중화인민공화국의 외교부장인 왕이와 회동을 가졌다. 회동에서 왕이 외교부장은 튀르키스탄 이슬람당(이전 이름 동튀르키스탄 이슬람 운동)과 모든 관계를 끊는다면 중국이 전폭적으로 지원해줄 것이라 약속하였고(2002년 기준 신장 지역 400여명의 무장세력이 탈레반 훈련 캠프에서 훈련을 받았음) 왕이는 "탈레반을 정치 주류세력으로 끌어올리겠다"라고 말하며 아프간 정부와 탈레반 사이 평화 회담을 주선하겠다고 제안하기도 하였다.
7월 31일에는 탈레반이 헬만드주와 헤라트주의 주도에 진입하고 해당 지역의 수십개 구를 장악했으며 이란과 투르크메니스탄의 국경 초소를 점령하였다. 그 중에서도 중요한 헤라트의 카라흐구가 다시 탈레반에게 장악되었다. 또한 헤라트 국제공항은 여전히 정부군 수중에 있긴 하나 탈레반이 국제공항과 헤라트 시가지 사이 도로를 점령해 차단하였다. 장기 전쟁 저널에서는 공항의 보급 없이 정부군이 헤라트 시가지를 계속 방어할 수 있을 지에 대해서는 의문이라고 분석하였다. 한편 칸다하르시에서는 여전히 치열한 전투가 이어지고 있다.

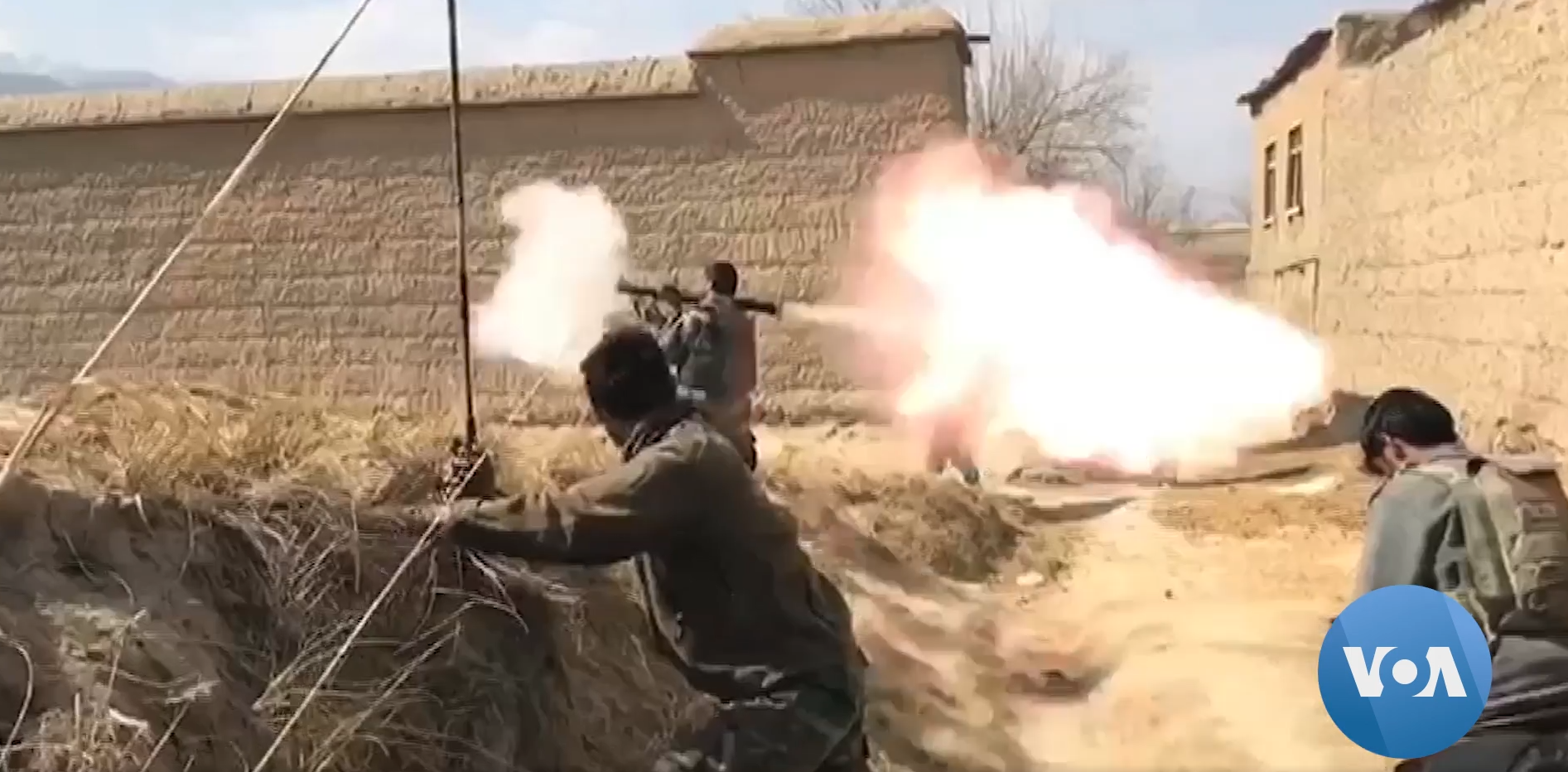
탈레반과 교전 중인 아프간 정부군의 모습.

8월 1일에서 2일 사이 라슈가르카 외곽에 있는 사피란, 칼라에코네, 카리즈 지역이 탈레반에게 함락되었다. 아프간 공군과 미 공군이 탈레반 진질르 공습하는 등 탈레반과 아프간 정부군 사이 충돌도 격화되었다. 8월 3일 하루에만 민간인 30명 이상이 사망하고 100명 이상이 부상을 입었다. 한편 라슈카르가의 라디오 방송국을 탈레반이 점령하자 탈레반은 "샤리아의 소리" 방송을 송출하기 시작했다. 탈레반은 시가지 인근의 공항도 공격하기 시작했다. 한편 정부군은 도시 함락을 막기 위해 시가지로 정부군을 증원하기 시작했다.
8월 3일에는 카불에서 자살폭탄테러에 이은 총격 테러가 일어나 테러범 5명을 포함한 13명이 사망했다. 탈레반의 순교 대대가 수행한 이 잉히마시(Inghimasi)식 공격은 아프가니스탄의 국방부 장관인 비스밀라 칸 모함마디 살해를 목표로 이뤄졌으나 국방장관은 테러에서 생존하였다. 모함마디 국방장관은 장기 전쟁 저널에서 탈레반 공세에 맞서는 주요 정부 인사 중 한 명으로 꼽히고 있었다.
8월 5일 기준 탈레반과 정부군의 충돌로 아프간 보안군 115명과 민간인 58명이 사망했으며, 아프간 국방부에서는 탈레반 병사 3,197명이 사망했다고 발표하였다.

### 8월 이후 주도 함락
| 날짜              | 주           | 주도           | 순서  |
| ----------------- | ------------ | -------------- | ----- |
| 8월 6일           | 님루즈주     | 자란즈         | 1     |
| 8월 7일           | 주즈잔주     | 세베르간       | 2     |
| 8월 8일           | 쿤두즈주     | 쿤두즈         | 3–4   |
| 8월 8일           | 사르이폴주   | 사르이폴       | 3–4   |
| 8월 8일           | 타하르주     | 탈로칸         | 5     |
| 8월 9일           | 사망간주     | 사망간         | 6     |
| 8월 10일          | 파라주       | 파라           | 7     |
| 8월 10일          | 바글란주     | 풀리쿰리       | 8     |
| 8월 11일          | 바다흐샨주   | 파이자바드     | 9     |
| 8월 12일          | 가즈니주     | 가즈니         | 10    |
| 8월 12일          | 헤라트주     | 헤라트         | 11    |
| 8월 12일          | 바드기스주   | 칼라이나우     | 12    |
| 8월 12일          | 칸다하르주   | 칸다하르       | 13    |
| 8월 13일          | 헬만드주     | 라슈카르가     | 14    |
| 8월 13일          | 구르주       | 차그차란       | 15    |
| 8월 13일          | 로가르주     | 풀리알람       | 16–18 |
| 8월 13일          | 자불주       | 칼라티길지     | 16–18 |
| 8월 13일          | 우루즈간주   | 타린코트       | 16–18 |
| 8월 14일          | 팍티야주     | 가르데즈       | 19    |
| 8월 14일          | 팍티카주     | 샤라나         | 20    |
| 8월 14일          | 쿠나르주     | 아사다바드     | 21    |
| 8월 14일          | 파르야브주   | 마이마나       | 22    |
| 8월 14일          | 라그만주     | 미타르람       | 23    |
| 8월 14일          | 다이쿤디주   | 닐리           | 24    |
| 8월 14일          | 발흐주       | 마자르이샤리프 | 25    |
| 8월 15일          | 낭가르하르주 | 잘랄라바드     | 26    |
| 8월 15일          | 바르다크주   | 마이단샤르     | 27    |
| 8월 15일          | 호스트주     | 호스트         | 28    |
| 8월 15일          | 바미안주     | 바미안         | 29    |
| 8월 15일          | 카피사주     | 마무드이라키   | 30    |
| 8월 15일          | 파르반주     | 차리카르       | 31    |
| 8월 15일          | 누리스탄주   | 파룬           | 32    |
| 카불주            | 카불         | 33             |       |
| 카불 함락 후 점령 | 판지시르주   | 바자라크       |       |

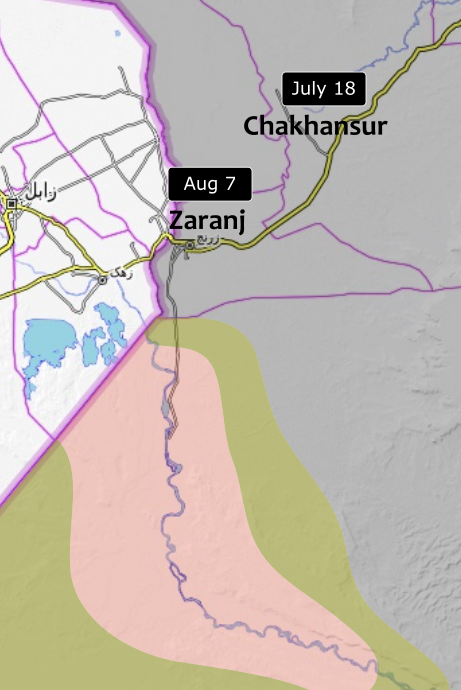
자란즈 함락 당시 영토 상황.

8월 6일, 탈레반은 카불에 있는 정부 미디어정보센터장인 다와 칸 미나팔을 암살하였다. 같은 날 주즈잔주의 주도인 세베르간에 탈레반이 진입하여 격렬한 전투가 이어졌다. 탈레반은 자신들이 미나팔을 암살하였으며 증가하는 공습에 대한 보복으로 정부 관료를 겨냥한 것이라고 발표했다. 같은 날 탈레반은 님루즈주의 주도인 자란즈를 점령하여 2001년 미국의 아프가니스탄 침공 이후 처음으로 탈레반이 주도를 장악하였다. 탈레반은 점령한 교도소를 개방하여 많은 수감자들이 탈옥하였다. 자란즈가 아무런 저항 없이 바로 탈레반에게 점령되어 아프가니스탄의 기자 빌랄 사워리는 누군가가 탈레반에게 도시를 그대로 넘겨버렸다는 의혹을 제기했다. 소셜 미디어에서도 오랜 무법지대의 역사를 가진 일부 주민에게 탈레반이 크게 환영받는 내용의 영상과 게시물이 올라오기도 했다. 소셜 미디어에서는 탈레반 병사들이 노획한 군용 험비, 고급 SUV, 픽업 트럭을 몰고 다니며 대부분이 젊은이인 현지 주민들이 거리에 탈레반의 기를 계양하는 모습도 포착되었다. 유엔 특사는 아프가니스탄의 전쟁이 "더 심각한 국면"에 접어들고 있다고 경고했다. 영국과 미국 정부는 탈레반의 진격과 악화되는 안보 상황 속에서 자국민에게 아프가니스탄에서 즉시 철수하라고 권고했다.
8월 7일에는 세베르간이 함락되면서 탈레반이 두 번째로 주도를 장악하였다. 도시를 오랫동안 통치했던 전 군주이자 철권통치자인 압둘 라시드 도스툼은 추종자들을 데리고 정부가 여전히 통제하고 있는 주즈잔주의 유일한 영역인 크바자두코구로 도피하였다. 한편 친정부군은 라슈카르가에서는 포위된 채 저항하는 세력으로 전략했고 칸다하르와 헤라트에서는 격렬한 전투가 이어지고 있다. 탈레반은 다른 지역의 주도에 대해서도 공세 작전을 시작하였다. 한편 같은 날 미 공군 소속 보잉 B-52 스트래토포트리스가 카타르의 알우데이드 공군기지에서 이륙해 아프가니스탄의 탈레반 세력에게 공습을 가했다. 또한 미군은 MQ-9 리퍼 무인기와 록히드 AC-130 건십을 이용하여 칸다하르, 헤라트, 라슈카르가 인근의 주요 목표물을 공습하였다. 라슈카르가와 칸다하르의 잔존한 정부군 저항 세력은 대부분 탈레반에게 포위된 수백여명의 아프간 코만도만 남았다. 정부군의 코만도는 아프간 군대 중에서 훈련이 가장 잘 되어있고 사기도 높기 때문에 "장기 전쟁 저널"에서는 코만도를 잃을 경우 아프간 보안군의 미래 전략에 있어 매우 큰 차질을 빚을 것이라 분석했다. USS 로널드 레이건 항공모함에서도 아프가니스탄을 지원하기 위해 제트 전투기 공습 임무를 수행했다. 카불 미국 대사관에서는 치안 불안이 가중되고 대사관 직원의 철수로 미국 시민의 안전 보장이 어렵다며 아프가니스탄 내에 주재중인 모든 미국인의 출국을 요구하였다.
다음날 탈레반은 아프간 보안군과의 격렬한 전투 끝에 쿤두즈와 사르이폴을 점령하였다. 두 도시에서 일어난 전투에서 아프간 국가군 병사들이 탈레반의 선전과 급속한 진격으로 사기를 잃고 집단으로 탈영하는 사태가 발생했다. 친정부군이 장악한 영역은 쿤두즈 기지와 공항으로 축소되었다. 기자들은 쿤두즈 장악이 "탈레반이 지난 5월부터 공세를 시작한 이후 얻은 가장 큰 소득"이라고 묘사하며 쿤두즈는 아프가니스탄에서 제일 큰 도시 중 하나일 뿐 아니라 카불을 포함한 아프가니스탄 내 주요 대도시와 도로망이 연결되어 있는 곳으로 중앙아시아의 주요 마약 밀수 경로이기도 하다고 보도했다. 쿤두즈 전투에는 붉은 부대, 탈레반 정예 충격부대가 참여했고 전투 결과 탈레반 전사를 포함한 수백 명의 죄수가 석방되었다. 한편 같은 날인 8월 8일 탈로칸이 탈레반에게 함락되면서 다섯 번째로 함락된 주도가 되었다. 정부군은 오후 넘어서 도시에서 퇴각하여 바르사지구와 파르카르구를 탈환하였다.
8월 9일에는 탈레반이 사망간주의 주도인 사망간을 점령했다. 부주지사인 세파툴라 사망가니는 프랑스 통신사(AFP)와의 인터뷰에서 지역민 대표가 더 이상의 폭력 행위를 그만둬달라고 요청하자 정부군이 전투 없이 철수했다고 밝혔다. 같은 날 사망간 지역의 전 의원이자 자미아티 이슬라미에서 갈라져 나온 주요 군벌 세력인 아시프 아지미가 탈레반에게 투항했다. 아지미는 자신 휘하 수백명의 부하들도 탈레반에게 항복했다고 말했다. 아슈라프 가니 대통령과 기타 정치 지도자들은 대중봉기군을 지원하고 조정하기 위한 협동지휘센터를 구성하기로 합의했다.
8월 10일에는 마자르이샤리프 인근 지역의 전투가 격화되었다. 한편 파라주의 주도인 파라에서 탈레반은 아프간 보안군과의 격렬한 교전 끝에 주지사 건물을 완전히 장악하는 데 성공했다. 또한 탈레반이 경찰본부와 교도소도 장악하였다. 주변 지역에서 격렬한 전투가 이어지고 있긴 하지만 파라는 탈레반에게 함락된 7번째 주도가 되었다. 8월 10일에는 바글란주의 주도인 풀리쿰리도 함락되었다.
8월 11일에는 바다흐샨주의 주도인 파이자바드가 함락되어 탈레반이 9번째로 주도를 장악했다. 탈레반이 도시 입구에 들어서자 정부군은 파르카르구로 후퇴하여 탈로칸이 함락된 후 후퇴한 보안군과 합류하기로 결정했다. 미군의 침공 이전에 파이자바드는 아프가니스탄 구국 이슬람 통일전선(통칭 북부동맹)의 중심지였다. 같은 날 탈레반은 수백 명의 아프간 정부군이 항복한 쿤두즈 공항과 제217 파미르 군단 소속 군사기지를 점령해 쿤두즈 내 모든 군사시설의 통제권을 장악했다. 쿤두즈 군사기지는 쿤드즈, 타하르, 바다흐샨의 안보를 맡았으며 아프가니스탄의 주요 8개 기지 중 하나였다. 쿤두즈 군사기지의 함락으로 아프간 국민군의 사기가 저하되었을 뿐 아니라 정부군의 마자르이샤리프 수복 작전이 사실상 불가능하게 만들어졌다. 도이체 프레세-아겐투어(DPA)에서는 제217 파미르 군단 전원이 쿤두즈에서 탈레반에게 투항했다고 지역 의원 2명의 인터뷰를 인용해 보도했다. 탈레반 대변인도 트위터에 정부군 병사가 민병대 대열에 합류하는 모습을 담은 영상을 업로드했다. 제217 파미르 군단은 3일동안 포위되며 버티다 항복했으며, 수많은 군사 장비와 기지, 공항이 반군에게 노획되었다. 또한 이 날 왈리 모함마드 아마자이가 아프가니스탄의 참모총장에서 해임되어 헤바툴라 알리자이가 신임 참모총장으로 선임되었다. 이날 퇴임한 아마자이 전 참모총장은 2021년 6월 아프간 육군 참모총장으로 부임했었다.
8월 12일 탈레반은 가즈니를 함락시키면서 7일 만에 10개 주도가 탈레반에게 함락되었다. 가즈니는 카불-칸다하르 고속도로 바로 위에 있는 도시로 카불과 남쪽 교두보 사이를 연결하는 관문 역할을 한다. 가즈니주 주지사는 바르다크주에서 안전한 탈출을 대가로 "싸우지 않고 항복한 혐의"로 체포되었다. 같은 날 아프가니스탄 정부는 "권력 분점"을 담보로 휴전하자고 요청했지만 탈레반 측은 새로운 이슬람 에미르국을 세우기 원한다며 휴전 제안을 거부하였다. 같은 날 헤라트에 있는 전략적으로 중요한 신단드 공군기지가 함락되고 공군기지 내에 있던 UH-60 블랙호크 2기가 탈레반에게 노획되었다. 같은 날 밤에는 헤라트주의 주도이자 아프가니스탄에서 3번째로 큰 도시인 헤라트가 탈레반에게 함락되었다. 2주간의 포위전 끝에 헤라트가 함락되면서 이스마일 칸과 다른 정부 고위 관료, 군부대는 도시 외곽에 있는 공항과 육군 군단 주둔지로 후퇴하였다. 이날 오전 칸은 내무차관 압둘 라만 라만과 헤라트 국가보안국장 하시브 세디키와 함께 탈레반에 항복했다. 제207 자파르 군단장인 카이알 나비 아마자이과 산하 수천 명의 정부군도 탈레반에게 항복하였다. 지역 관료에 따르면 헤라트 시내에 있던 아프간 군단 전체가 붕괴되었다고 전했다. 이 시점까지 탈레반은 아프가니스탄의 34개 주도 중 11개를 점령하였다. 탈레반은 이어 칼라이나우에 대한 공격을 이어나가 지난 7월 공세에 실패한 이후 이번에는 주도를 점령하는 데 성공했다.
한편 자정 경에는 칸다하르가 탈레반에게 점령되었다. 칸다하르에선 도시 주변에서 격렬한 전투로 아프간 국민군이 철수해 붕괴되었고 탈레반이 점령 중인 주도의 수는 13개로 늘어났다.
라슈카르가 전투가 2주간 지속된 후 8월 13일에는 헬만드주의 주도인 라슈카르가도 탈레반에게 함락되었다. 같은 날에는 구르주의 주도인 차그차란(피로즈코라고도 부름)도 점령하였다. 도시 내 관료들은 도시가 아무런 전투도 없이 함락되었으며 일주일 만에 15번째로 주도가 함락되었다고 말했다. 차그차란의 인구는 13만 2천명에 달한다. 이후 8월 13일 하루에만 탈레반은 추가로 로가르주의 주도인 풀리알람, 자불주의 주도인 칼라티길지, 우루즈간주의 주도인 타린코트를 함락시켰다. 정부군 충성파들은 로가르주에서는 확고한 방어태세를 갖췄으며, 자불주와 우루즈간주는 지역 내 주둔군이 방어하기 절대적으로 불리하다고 판단하고 후퇴 후 탈레반에게 항복하였다.반면 칼라트와 카찬카란은 별 다른 전투 없이 함락되었다. 칼라트는 칸다하르로 병력을 보내느라 내부 주둔군이 부족했으며, 카란차란에서는 탈레반의 공세를 자극하는 대신 협상을 통해 넘겨주는 것을 택했다. 장기 전쟁 저널에서는 이 주도의 함락으로 탈레반이 카불을 포위할 수 있게 되었다며 아프간 정부를 "붕괴 직전"이라고 묘사했다.
8월 14일에는 탈레반이 가르데즈, 샤라나, 아사다바드, 마이마나, 미타르람, 닐리, 그리고 아프가니스탄에서 4번째로 큰 도시인 마자르이샤리프 등 총 7개 주도를 함락하였다. 오래된 반탈레반 군벌인 도스툼과 아타 무함마드 누르는 우즈베키스탄으로 망명하였다. 발흐주의 의원인 아바스 에브라힘자다는 마자르이샤리프에서 아프간 정부군이 제일 먼저 항복하였고 이후 친정부 민병대와 기타 군대가 탈레반의 도시 공격에 사기를 잃고 항복했다고 말했다. 아타 무함마드 누르는 페이스북에 쓴 글에서 마자르이샤리프의 함락이 정부가 계획한 것이며 도시 함락은 아프간 정부에 있다고 주장했다. 누르는 도스툼과 같이 현재 안전한 곳에 있다는 말 이외에는 음모의 배후에 대해 구체적으로 언급하지 않았다. 이후 탈레반군은 바르다크주의 주도인 마이단샤르에도 진입했다. 이 시점에서 탈레반은 카불을 포위하였고 아프간 국민군은 아프간 전역의 패배로 혼란에 빠졌다. 아프가니스탄의 수도에 주둔한 제201군단과 제111사단만이 작전 수행이 가능했다.
8월 15일 아침에는 탈레반이 낭가르하르주의 주도인 잘랄라바드에 별 다른 저항 없이 진입해 점령했다. 이는 탈레반이 장악한 26번째 주도이며 잘랄바라드 함락으로 아프간 정부에게 남은 주요 대도시는 카불만이 남았다. 뒤이어 마이단샤르, 호스트, 바미안, 마무드이라키, 차리카르, 파룬도 탈레반에게 함락되었다. 8월 16일에는 미국의 아프가니스탄 침공 초기 CIA가 조직했던 민병대인 호스트 보호군(KPF)가 아프가니스탄 동부에 있는 탈레반에게 항복하였다. 인테르팍스가 지역 기자 보도를 인용한 말에 따르면 호스트 보호군 6천명과 1,200대의 차량이 탈레반에게 투항했으며 투항 장면이 찍혀 소셜 미디어에 업로드되었다고 말했다. 한편 같은 날 아프간 코만도가 칸다하르 국제공항을 성공적으로 탈환해 칸다하르 내 유일한 정부군 장악 지역이 되었다.
8월 15일 우즈베키스탄 정부는 국경을 넘은 아프간 정부군 84명을 구금하였으며, 구금된 군인과 테메즈-하이라톤 다리의 아프간 지역에 모여 있는 병사들 모두에게 의료 지원을 했다고 발표했다.

### 나토군의 공수 작전

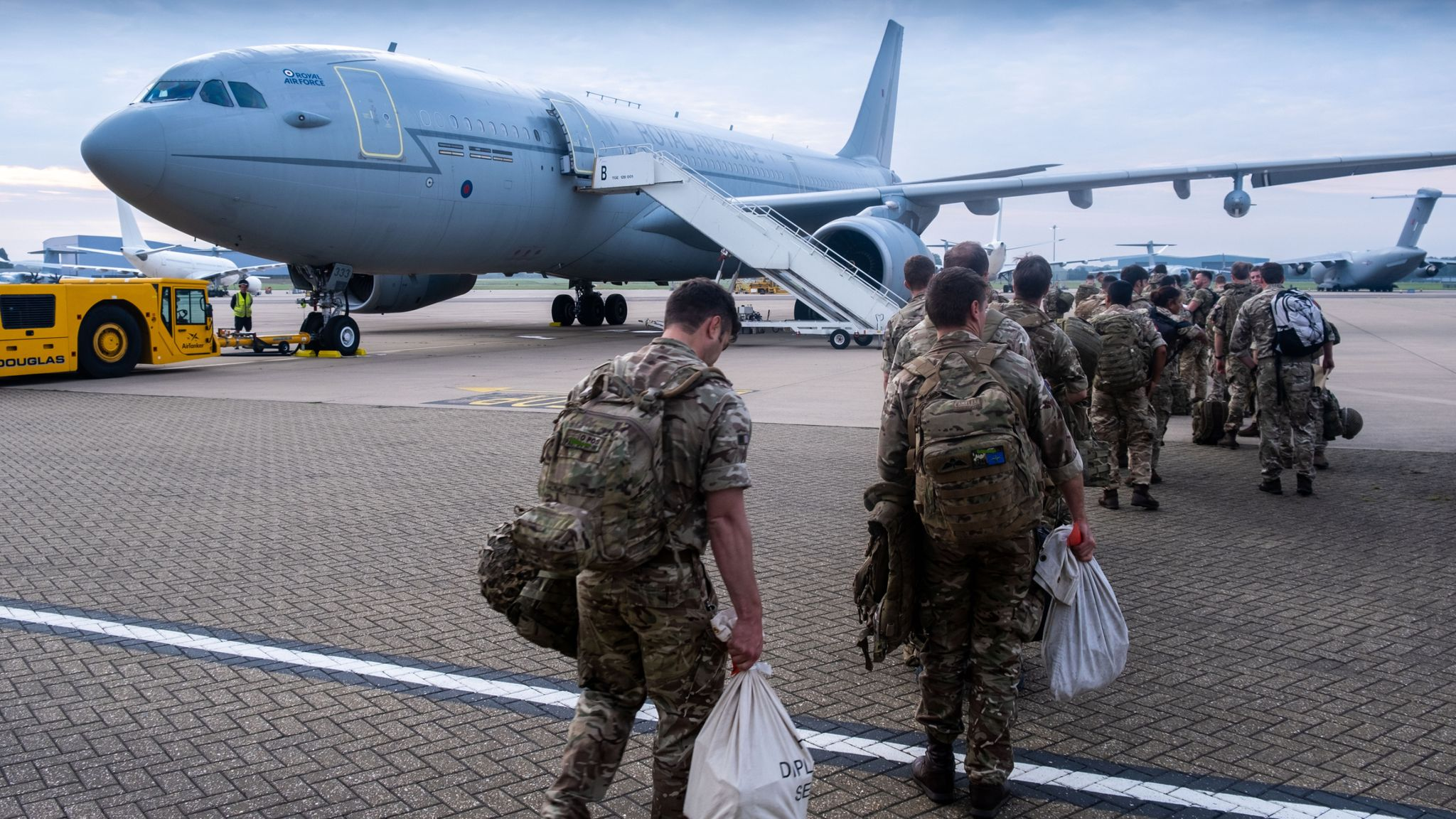
2021년 8월 13일, 나토군의 철수를 지원하기 위해 카불로 배치되어 파견될 준비를 하는 영국군.

헤라트가 함락된 지 수 시간 후, 미국과 영국 정부는 자국민, 대사관 직원, 아프간 민간인을 국외로 철수하기 위해 각각 3천명와 6백명의 병력을 카불 국제공항에 배치한다고 발표했다. 관계자들은 24시간에서 48시간 안에 첫 배치가 시작될 것이며 이달 말까지 모든 작전이 끝날 것이라고 발표했다. 여러 언론 보도에서는 공수 피난 작전은 카불 국제공항에서 전세 항공사의 민간용 항공기를 이용해 피난을 진행할 예정이지만, 유사시 불가능할 경우 군용 항공기를 이용할 것이라고 말했다. 영국 정부는 대피 작전과 그 시점은 오랫동안 계획에 있었으며 아프간 관료는 "안보 상황의 급격한 악화로 시기가 앞당겨졌다"라고 말했다. 3천명의 미군 이외에도 탈레반과의 무력 충돌에 대비해 쿠웨이트에서 추가로 3,500명이 대기중이라고 밝혔다. 캐나다에서는 과거 캐나다인과 함께 근무했던 아프간 가족들이 머물고 있는 카불의 캐나다 대사관 내 사람들 대피를 위해 캐나다 특수부대를 파견할 것이라고 발표했다. 덴마크와 노르웨이 정부는 안보상의 이유로 카불의 자국 대사관을 폐쇄하며 대사관에서 함께 근무했던 아프간 현지인을 대피할 계획을 수립하고 있다고 발표했다.

### 카불 함락

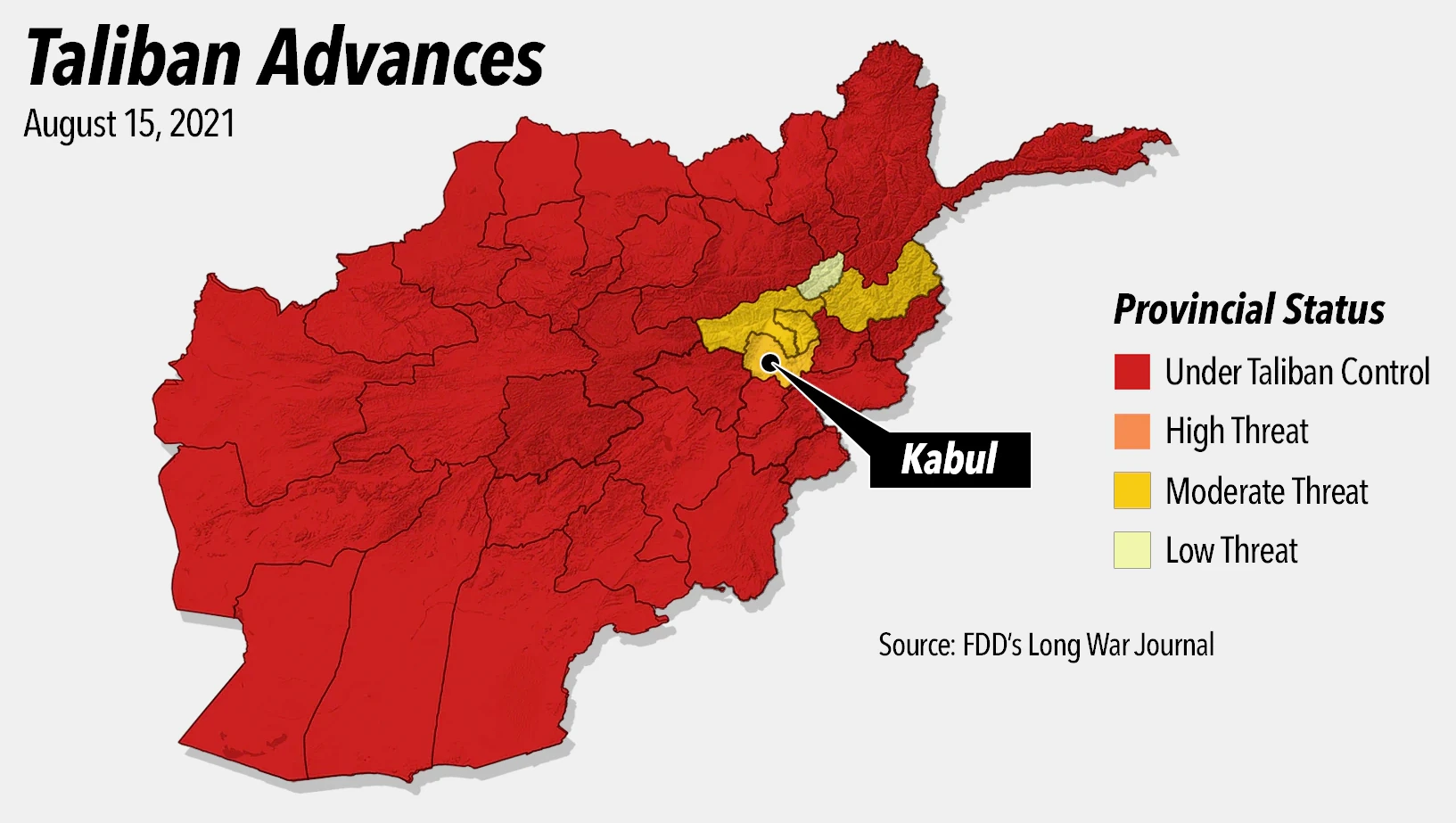
8월 15일 기준 아프가니스탄의 상황 지도.

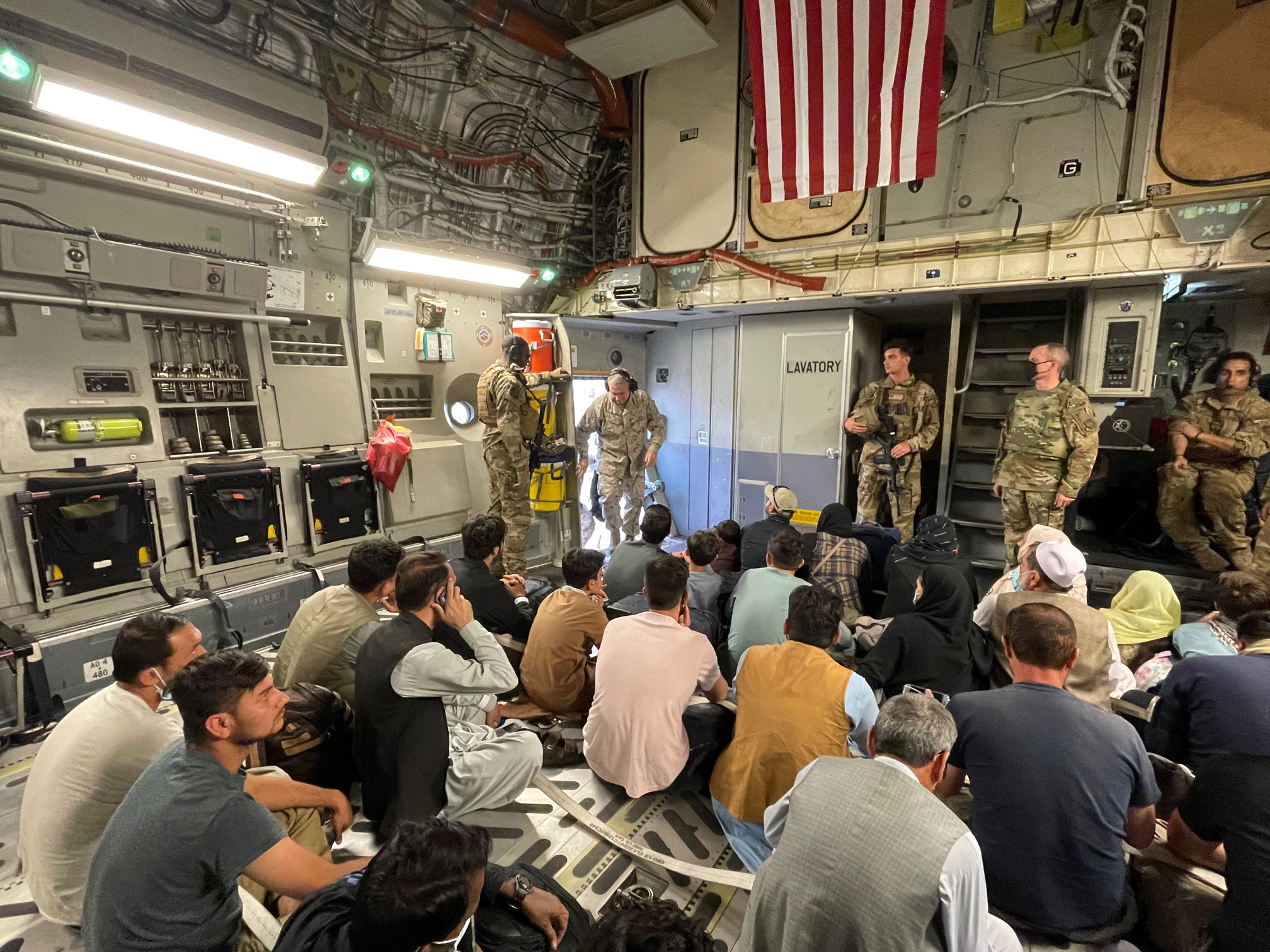
8월 17일, 탈레반이 카불을 점령한 후 카불 국제공항을 장악하기 위해 파견가는 미군 병사.

8월 15일, 탈레반은 '무력으로' 아프가니스탄의 수도를 점령할 계획이 없다는 성명을 발표했으나 탈레반은 칼라칸구, 카라바흐구, 파그만구 등 여러 방면에서 카불 외곽으로 진입하였다. 카불 외곽의 풀이차르키 교도소에서는 정전 사태와 폭력 사태, 수감자 봉기가 발생한 것 같다는 보도도 나왔다. 카불 주재 미국 대사관에 대피를 위해 CH-47 치누크와 UH-60 블랙 호크 헬리콥터가 착륙하기 시작했고 외교관들은 신속하게 기밀문서를 파기하였다.
아프가니스탄 내무부는 가니 대통령이 권좌를 포기하기로 결정했으며 탈레반이 이끄는 과도정부가 구성될 것이라고 발표하였다. 전 대통령인 하미드 카르자이가 협상단 일원이 될 예정이다. 탈레반은 휘하 병사들에게 평화적인 정권 이양을 기다리고 무력으로 카불에 진입하지 말라고 명령했다. 보안군은 탈레반과 이라크 레반트 이슬람 국가(ISIL) 죄수 5천여명이 머무르고 있는 바그람 공군기지를 탈레반에게 넘겨주었다. 이후 가니 대통령이 타지키스탄으로 출국했다는 보도가 나왔다. 가니의 아프가니스탄 망명은 많은 이들에게 비판받았다. 아프가니스탄 동부의 한 정치인은 알자지라와의 인터뷰에서 가니 대통령의 퇴진을 "망신스러운 일"이라고 말하며 "거짓말"하면서 "아프가니스탄 국민을 어둠 속으로 빠뜨렸다"고 비난했다. 전 국가안정보장회의 위원은 가니 대통령이 남긴 것이 "지역 내 혼란을 부추기고 국민을 분열시켰으며 민족 간 적대감을 조성하며 민주주의를 무너뜨렸다"라고 말했다. 전 아프가니스탄 대사는 "가니 대통령은 한동안 벽에 씌인 글씨를 보았다. 그는 나라를 떠나기 전에 질서정연하고 평화로운 정치적 전환을 이룰 수 있었지만 그는 그러지 않았다"라고 말했다. 인도 주재 아프가니스탄 대사관의 공식 트위터 계정에서는 가니 전 대통령을 비난하며 그를 "망할 배신자"라고 불렀다. 하지만 이후 대사관 대변인인 압둘하크 아자드는 대사관 공식 계정이 해킹당해 벌어진 일이라고 주장했다.
카불 주재 러시아 대사관 대변인인 니키타 이셴코는 아슈라프 가니가 차 4대와 헬기에 돈을 가득 싣은 채 아프가니스탄을 떠났다고 말했다. 대변인은 또한 들고 있던 모든 돈이 헬기에 들어가지 않아서 일부는 활주로 위에 놓여 있다고 말했다. 이셴코의 발언을 로이터 지가 확인하였고 대변인은 이 사건을 전부 본 "증인"이 있다고 주장했다. 아프가니스탄의 전 외무차관인 에르샤드 아마디도 가니와 그의 측근들이 미 달러로 가득 찬 차량 3대를 두고 도망갔다고 말했다.
8월 15일 저녁 카불이 함락될 당시 아프가니스탄 공군의 엠브라에르 EMB 314 슈퍼 투카노와 우즈베키스탄 공군 소속 미코얀 MiG-29이 공중 충돌해 두 항공기가 우즈베키스탄의 수르한다리야주에 추락했다. 양 기체의 조종사는 낙하산을 타고 탈출해 지상에 착륙했다. 이날 오전 우즈베키스탄은 탈레반의 공격을 피해 의료 지원을 요청하며 국경을 넘은 아프간 군인 84명을 구금했다고 발표했다.
8월 16일 탈레반 대변인 모하마드 나임은 알자지라와의 인터뷰에서 아프가니스탄 전쟁은 완전히 끝났다고 말했다. 또한 대변인은 탈레반이 원하는 바를 이루었으며, 그 누구에게도 아프가니스탄 영토를 누군가를 공격하는 데 사용하거나 다른 누구에게 해를 끼치고 싶지 않다고 말했다. 같은 날 우즈베키스탄 총참모실에서는 아프간 정부군 585명을 태운 군용기 22기와 헬기 24기가 우즈베키스탄에 도착했다고 말했다. 약 158명에 달하는 아프간 정부군도 도보로 우즈베키스탄 국경을 월경했다.
미 국방부에서는 카타르에 주둔한 미국 중부사령부 총사령관 케네트 F. 맥캔지 주니어가 카타르의 수도 도하에서 카타르 탈레반 지도부를 만났다고 밝혔다. 탈레반 지도부는 맥캔지가 제시한 난민의 카불 공항 피난 협상안에 동의했다.

## 여파

### 무장 저항
카불 함락 후, 아흐마드 마수드와 아프가니스탄의 전 부통령 암룰라 살레가 이끄는 전 북부동맹 군들과 반탈레반 인사들은 제2차 저항군의 결성을 선포하였다. 제2차 저항군은 이전 북부동맹의 주요 작전지대였던 판지시르계곡에 근거지를 두었다. 8월 17일 암룰라 살레 부통령은 판지시르계곡에서 자신이 아프가니스탄의 임시 대통령임을 선언하였다.

## 같이 보기
- 1975년 춘계 공세 당시 사이공 함락